# Вістроріо
Вістроріо (італ. Vistrorio, п'єм. Vistror) — муніципалітет в Італії, у регіоні П'ємонт,  метрополійне місто Турин.
Вістроріо розташоване на відстані близько 550 км на північний захід від Рима, 45 км на північ від Турина.
Населення — 524 особи (2014).

## Демографія
Населення за роками:

Станом на 1 січня 2023 року в муніципалітеті офіційно проживав 41 іноземець з 15 країн, серед них 28 громадян країн Євросоюзу та 1 громадянин України.

## Сусідні муніципалітети
- Аліче-Суперіоре
- Бальдіссеро-Канавезе
- Кастельнуово-Нігра
- Іссільйо
- Луньякко
- Пекко
- Куальюццо
- Руельйо
- Страмбінелло
- Відракко